# Piotrowicze (rejon janowski)
Piotrowicze (biał. Пятровічы, Piatrowiczy; ros. Петровичи, Pietrowiczi) – wieś na Białorusi, w obwodzie brzeskim, w rejonie janowskim, w sielsowiecie Brodnica, nad Filipówką.

## Historia
W XIX i w początkach XX w. położone były w Rosji, w guberni mińskiej, w powiecie pińskim, w gminie Duboj, następnie Brodnica. Były wówczas własnością Kurzenieckich.
W dwudziestoleciu międzywojennym leżały w Polsce, w województwie poleskim, w powiecie pińskim, w gminie Brodnica. W 1921 wieś liczyła 202 mieszkańców, zamieszkałych w 42 budynkach, w tym 197 Białorusinów, 4 Żydów i 1 osobę innej narodowości. 198 mieszkańców było wyznania prawosławnego i 4 mojżeszowego.
Po II wojnie światowej w granicach Związku Sowieckiego. Od 1991 w niepodległej Białorusi.